# Дом К. Н. Маврогордато
Дом К. Н. Маврогордато — ростовский памятник градостроительства и архитектуры. Здание расположено на пересечении улицы Большой Садовой и переулка Газетного в историческом районе Ростова-на-Дону. Построено в 1905 году. С 1998 года зданию присвоен статус объекта культурного наследия России регионального значения.
В дореволюционные годы это был типичный доходный дом, принадлежавший Константину Николаевичу Маврогордато — ростовскому купцу, пароходовладельцу и зерноторговцу, представителю знатного княжеского фанариотского рода Маврогордато (Маврокордато), поселившегося на юге Российской Империи. На первом этаже размещались коммерческие помещения, а на верхних — сдавались квартиры. В начале XX века в здании также находилось отделение Санкт-Петербургского учетного и ссудного банка. 
Архитектурные особенности здания включают сложную конфигурацию в плане, трехэтажную кирпичную конструкцию с подвалом и многоскатной крышей. Фасады оформлены в стиле эклектики с элементами модерна, характеризуются ритмичным расположением оконных проемов, раскреповками, аттиками и балконами с коваными ограждениями. Декор включает профилированные карнизы, лепные растительные орнаменты, каннелированные пилястры и другие элементы, придающие зданию выразительный облик. Интерес для исследователей архитектуры также представляют стилизованные птицы, рельефы растительных мотивов и змеи, символизирующие змеиного царя Полоза.
Внутреннее пространство украшает парадная двухмаршевая лестница с ажурными металлическими ограждениями, расположенная в центральной части здания. Эти архитектурные и художественные элементы подчеркивают историческую и культурную ценность здания, делая его важной частью архитектурного наследия города.